# Tele Alto But
Tele Alto Bût è un canale televisivo locale italiano privato dell'Associazione Tele Alto Bût che trasmette da Paluzza nella Regione Autonoma Friuli-Venezia Giulia. La sede è ubicata in vicolo San Giacomo n. 2.
La missione principale della rete, di tipo generalista, è la promozione, la valorizzazione e la divulgazione degli avvenimenti artistico-culturali locali.

## Storia
Nasce il 1º settembre 1982 con il nome di "telecente" ed è curata e coordinata da un gruppo di volontari con in testa il suo fondatore Battista Muser e il suo collaboratore Pieralberto Morassi.
Il bacino d'utenza è inizialmente la sola zona di Paluzza centro che può fruire di una programmazione che inizia alle 19:00 e si conclude alle 24:00,  ma in seguito raggiungerà l'intera Valle del But e i comuni di Treppo Carnico e Ligosullo. Negli anni successivi il raggio d'azione sarà ulteriormente prolungato fino ad interessare Lovea, Cabia e Paularo.
Inizialmente i programmi avvengono solo in lingua friulana e dialetto carnico, poi anche in italiano. Non mancheranno realizzazioni in dialetto timavese variante del tedesco bavarese (Timau è una frazione di Paluzza ubicata sul confine italo-austriaco).
Battista Muser e i suoi collaboratori hanno realizzato negli anni di attività di Tele Alto Bût una serie importante di documentari che testimoniano in maniera formidabile la cultura e le tradizioni della zona nonché manifestazioni sportive, riti religiosi, sagre, mostre, spettacoli teatrali e assemblee comunali locali e della Comunità montana della Carnia.
Il 5 luglio 1992 il sindaco di Paluzza, Alfredo Matiz, conferisce alla tivù un attestato di benemerenza "per aver contribuito alla realizzazione del monumento a Maria Plozner Mentil e a tutte le portatrici carniche".
Il 15 gennaio 2000 il canale della Valle del Bût diventa Associazione Tele Alto Bût, senza fini di lucro iscritta alla Camera di commercio di Udine ottenendo la concessione per la trasmissione del segnale televisivo a livello provinciale.
Il 2 dicembre 2006 riceve il premio per la miglior regia al concorso nazionale "Piccoli Comuni" organizzati dalla Regione Umbria e dal Co.Re.Com. della stessa regione con il documentario Mistîrs di une volte.
Il 15 dicembre 2010 Tele Alto Bût spegne i suoi canali analogici e transita alla nuova tecnologia del DTT (digitale televisivo terrestre) posizionandosi sul canale 16.
Dalle ore 24:00 del 28 febbraio 2022, dopo quasi 42 anni di attività, chiude la diffusione dei programmi a seguito della nuova legislazione sul DTT emanata dal Governo Italiano. Tuttavia nel 2023 riprende a trasmettere ed è oggi disponibile alla LCN 91 sul mux locale di 2º livello della regione Veneto esercito da Telebelluno.

## Programmazione
Il palinsesto propone programmi di attualità con ampio spazio all'informazione, ai dibattiti e alle tavole rotonde. Organizza approfondimenti su manifestazioni di paese e feste patronali, cura inoltre la messa in onda di un notiziario informativo chiamato TgTab ed a seguito di accordi con alcune emittenti satellitari irradia altresì programmi non autoprodotti e di carattere generalista. Alcuni programmi in onda:  
- TuttoSport
- In diretta con...
- Previsioni del tempo
- Calcio locale
- Ladinis dal Friuli
- Cuintre Cjargne
- Teatri par furlan
- Incontro con...
- Vuei sin cun...
- Resta con noi Signore... si fa sera
- In file
- Notiziari par furlan
- Santo Rosario

## Curiosità
La piccola emittente nel dicembre 2012 è stata costretta a cessare le trasmissioni via etere in quanto non rientrata in posizione utile nel bando per gli operatori di rete DTT resosi necessario dopo lo sgombero delle frequenze dal 61 al 69 UHF, da destinare agli operatori telefonici. Tele Alto Bût, infatti, si era classificata al diciottesimo posto su diciassette posizioni utili divenendo la prima delle tv escluse.
A marzo 2013, tuttavia, il Ministero dello sviluppo economico ha ritenuto d'assegnare all'emittente carnica il diritto d'uso del canale 41, ma solo nella sua zona di servizio, permettendo così la ripresa delle trasmissioni avvenute il 28 marzo dello stesso anno. 